# Horace-François Sébastiani
Horace-François-Bastien Sébastiani de La Porta, född 17 november 1772 i La Porta på Korsika, död 20 juli 1851 i Paris, var en fransk greve, militär, diplomat och politiker. 
Sébastiani anslöt sig tidigt till Napoleon Bonaparte och deltog i Brumairekuppen 1799. Han utmärkte sig i slaget vid Marengo 1800 och deltog som divisionsgeneral i slagen vid Ulm och Austerlitz 1805. Han var fransk ambassadör i Konstantinopel 1806-1807 och organiserade där turkarnas segerrika motstånd mot engelska flottan. Därefter deltog han i Napoleons krig i Spanien 1809-1811 och i det ryska fälttåget 1812. Efter att ha anslutit sig till bourbonerna under den första restaurationen 1814-1815 övergick han under de hundra dagarna till Napoleon. När denne åter förlorade vid Waterloo flydde Sébastiani till England, men återvände redan 1816 till Frankrike. 
Sébastiani blev 1819 invald i deputeradekammaren och anslöt sig till den liberala fraktionen och blev en av Ludvig Filips förtrognaste anhängare. När denne blev kung efter julirevolutionen 1830 blev Sébastiani marinminister och kort därpå utrikesminister. Under hans tid som utrikesminister (1830-1832) ingrep Frankrike i den belgiska revolutionen mot Nederländerna. Han var 1834-1835 fransk minister i Neapel och 1835-1840 i London. Han utnämndes till Marskalk av Frankrike 1840.
Sébastianis dotter, Fanny, var gift med hertig Charles de Choiseul-Praslin, som sannolikt mördade henne, ett förmodat brott som väckte oerhört uppseende på sin tid.